# Философия XVIII века
Философия XVIII века — это философия ума, разума, прогресса. Человеческий разум пытается понять окружающий мир с помощью научных знаний, соображений, наблюдений и логических выводов в противовес средневековой схоластике и слепому следованию церковным догмам. XVIII век часто отождествляют с эпохой Просвещения. Развитие философии в этот период получает новые обороты. Хотя понятие Просвещение охватывает несколько больший временной период, основное развитие этого движения приходится именно на XVIII век.

## Предыстория
На XVIII век приходится особый период развития западно-европейской философской мысли — так называемая эпоха Просвещения. Основные идеи эпохи — разум, наука, прогресс — зародились ещё в XVII веке. В частности, они звучат в сочинениях Ф. Бэкона, Т. Гоббса, Р. Декарта, Дж. Локка. Далее Дж. Локком в его сочинениях и его последователями в Англии были сформулированы основные понятия Просвещения: «общее благо», «естественный человек», «естественное право», «естественная религия», «общественный договор». Среди видных деятелей следует отметить таких мыслителей как Г. Болингброк, Д. Аддисон, Э. Э. Шефтсбери, Ф. Хатчесон.
В XVIII веке центр Просвещения перемещается на континентальную Европу — во Францию. «…Во Франции XVIII века… философская революция служила введением к политическому перевороту… Французы ведут открытую войну со всей официальной наукой, с церковью, часто даже с государством» (Энгельс).

## Список философов XVIII века
- Джон Локк (1632—1704), Англия, философ и политический деятель.
- Готфрид Лейбниц (1646—1716), Германия, математик, философ и юрист.
- Христиан фон Вольф (1679—1754), Германия, философ, юрист и математик.
- Джордж Беркли (1685—1753), Англия, философ и церковный деятель.
- Шарль Луи Монтескьё (1689—1755), Франция, философ и правовед, один из авторов теории разделения властей.
- Вольтер (1694—1778), Франция, писатель и философ, критик государственной религии.
- Бенджамин Франклин (1706—1790), США, учёный и философ, один из отцов-основателей Соединенных Штатов и авторов Декларации независимости.
- Томас Рид (1710—1796), Шотландия, церковный деятель и философ.
- Дэвид Юм (1711—1776), Шотландия, философ, экономист.
- Михаил Васильевич Ломоносов (1711—1765), первый русский учёный-естествоиспытатель мирового значения, энциклопедист, химик и физик
- Жан-Жак Руссо (1712—1778), Швейцария, писатель и политический философ, автор идеи «общественного договора».
- Дени Дидро (1713—1784), Франция, литератор и философ, основатель Энциклопедии.
- Джеймс Бернет (1714—1799), Шотландия, юрист и философ, один из основателей лингвистики.
- Клод Адриан Гельвеций (1715—1771), Франция, философ и литератор.
- Жан ле Рон д’Аламбер (1717—1783), Франция, математик и врач, один из редакторов французской Энциклопедии.
- Сковорода Григорий Саввич (1722—1794), русский и украинский философ, поэт, педагог. Сковороду называют «первым философом Российской империи».
- Адам Смит (1723—1790), Шотландия, экономист и философ, автор знаменитой книги Исследование о природе и причинах богатства народов.
- Поль Анри Гольбах (1723—1789), Франция, философ-энциклопедист, одним из первых объявил себя атеистом.
- Иммануил Кант (1724—1804), Германия, философ и естествоиспытатель.
- Эдмунд Бёрк (1729—1797), Ирландия, политик и философ, один из ранних основателей прагматизма.
- Готхольд Эфраим Лессинг (1729—1781), Германия, драматург, критик и философ, создатель немецкого театра.
- Томас Аббт (1738—1766), Германия, философ и математик.
- Доситей Обрадович (1742—1811), Сербия, писатель, философ и лингвист.
- Томас Джефферсон (1743—1826), США, философ и политический деятель, один из отцов-основателей Соединенных Штатов и авторов Декларации независимости, защитник «права на революцию».
- Маркиз де Кондорсе (1743—1794), Франция, математик и философ.
- Николай Новиков (1744—1818), Россия, литератор и филантроп.
- Иоганн Готфрид Гердер (1744—1803), Германия, философ, теолог и лингвист.
- Виктор Д’Юпай (1746—1818), Франция, писатель и философ, автор термина коммунизм.
- Иоганн Вольфганг фон Гёте (1749—1832), Германия, поэт, философ и естествоиспытатель.
- Александр Радищев (1749—1802), Россия, писатель и философ.
- Гуго Коллонтай (1750—1812), Польша, теолог и философ, один из авторов польской конституции 1791 г.
- Мэри Уолстонкрафт (1759—1797), Англия, писатель, философ и феминистка.
- Французские энциклопедисты — философы, естествоиспытатели, писатели и инженеры, принимавшие участие в написании Французской Энциклопедии